# Andrés Flores Jaco
Andrés Flores Jaco (sinh ngày 20 tháng 1 năm 1995) là một cầu thủ bóng đá người El Salvador, who is thi đấu cho Santa Tecla và đội tuyển quốc gia El Salvador.

## Alianza F.C.
Bản hợp đồng của an được gia hạn thêm 2 năm từ năm 2016 và có hiệu lực đến năm 2018.
Đá chính cho Alianza trong trận đấu trước Atlético Marte, Flores bị chấn thương sau một pha xoạc bóng. Anh phải kiểm tra để xem mức độ nghiêm trọng của chấn thương ảnh hưởng đến chân trái của anh như thế nào.

## Đời sống cá nhân
Flores Jaco học tập tại Universidad Salvadoreña Alberto Masferrer.